# 악마 사냥꾼

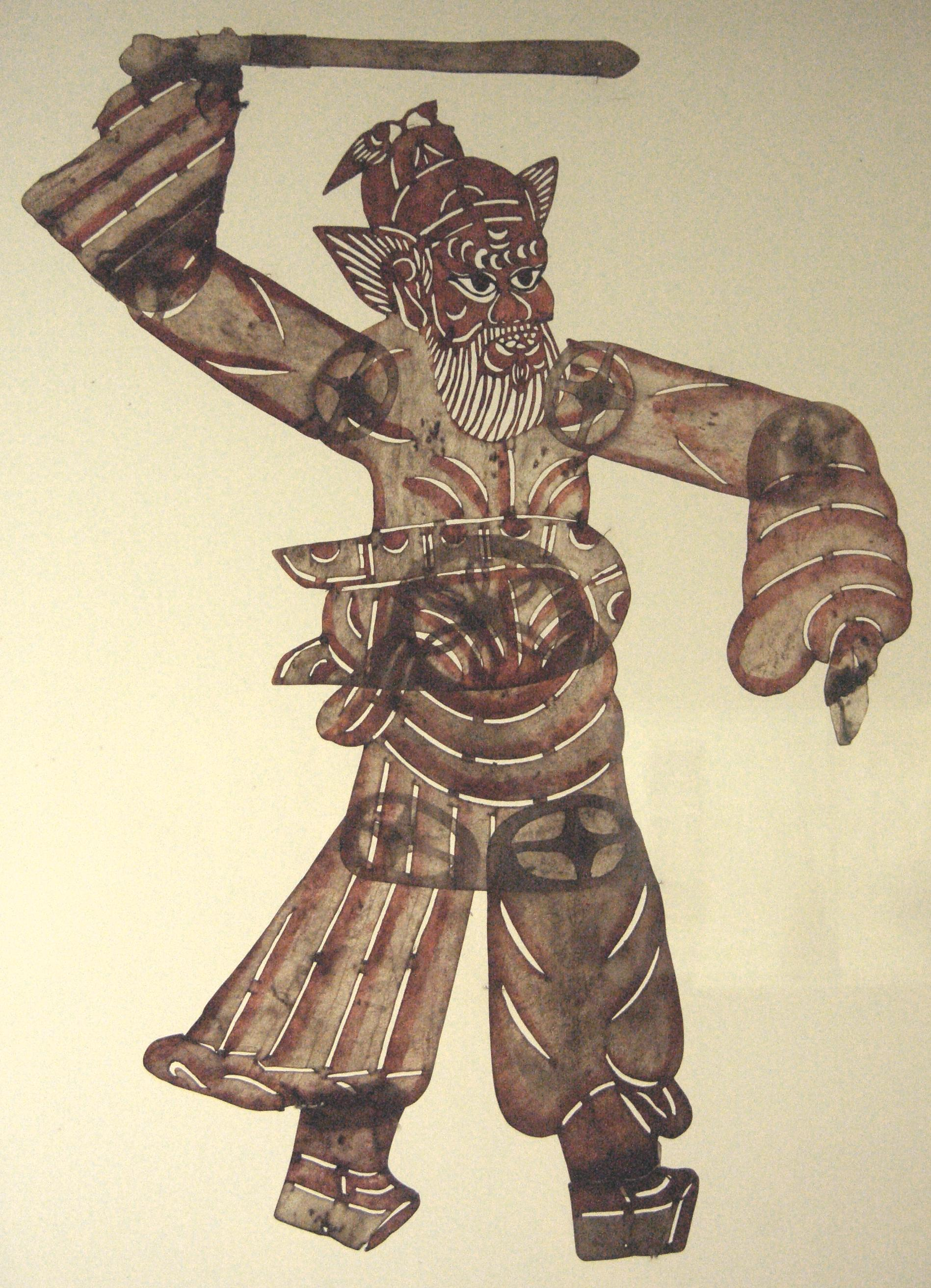
종규, 다양한 사악한 존재들을 처치하는 중국 신.

악마 사냥꾼, 데몬 헌터(demon hunter) 또는 악령 살해자, 데몬 슬레이어(demon slayer)는 악마학과 관련된 역사적인 직업이나 민속의 등장인물로, 악령, 괴물 또는 언데드 생물을 죽이는 데 특화되어 있다. 악마 사냥꾼은 일반적으로 신과 천사들과 관련되어 있으며, 경전, 성수 (종교), 성유물을 사용한다.
이 등장인물 유형은 신화, 아브라함 종교, 아프리카 마법, 기독교 미디어, 고전 중국 소설, 일본 도시 전설 등 다양한 뿌리를 가지고 있다.

## 픽션
가상의 악마 사냥꾼 및 살해자로는 헬보이, 버피 서머스, 단테 (데빌 메이 크라이), 둠가이, 거츠 (베르세르크), 일리단 스톰레이지, 카마도 네즈코, 카마도 탄지로, 스폰 (만화), 딘 윈체스터, 샘 윈체스터, 베요네타 (등장인물) 그리고 케이팝 데몬 헌터스의 헌트르/엑스가 있다.

## 같이 보기
- 용살자
- 구마 (종교)
- 영적 전쟁
- 흡혈귀 사냥꾼